# 龍王山城
龍王山城（りゅうおうざんじょう）は、奈良県天理市田町周辺にあった日本の城。大和国を代表する山城の一つ。

## 概要
大和平野と大和高原にある山脈、龍王山の高所に築城されていた。藤井集落からの比高は約130mだが、国中からの比高は約485mあり、比高では高取城を越えており大和国随一である。また城域は広大で、中世城郭の規模が明確でない高取城を除くと大和国最大で、北城部分だけでも信貴山城の次いで第2位となる。龍王山城は北城と南城に分かれている。北城が本城で南城が詰めの城と考えられている。北城と南城には時期の差が考えられている。十市氏の全盛期は、十市から天理市の平野一帯まで十市郷とよばれる勢力圏を形成していた。十市の平城十市城と共に居城としていた。十市氏は、筒井氏、越智氏、古市氏、箸尾氏と並ぶ大和国五大豪族の一員であった。1997年（平成9年）には天理市教育委員会により南城の平場部分に発掘調査が行われた。

## 沿革
龍王山城が史料に現れるのは1507年（永正4年）の山城国一揆の時で、「今夜一国一揆ことごと蜂起する。ニ上山、三輪山、釜口ノ山、桃尾かかり火焼く」（『多聞院日記』）とある。釜口ノ山は龍王山城の事をさしており、史料上の初見とされているが、「十市氏が没落し釜口之山を経て山内に越す」（『大乗院寺社雑事記』 文明15年9月29日）

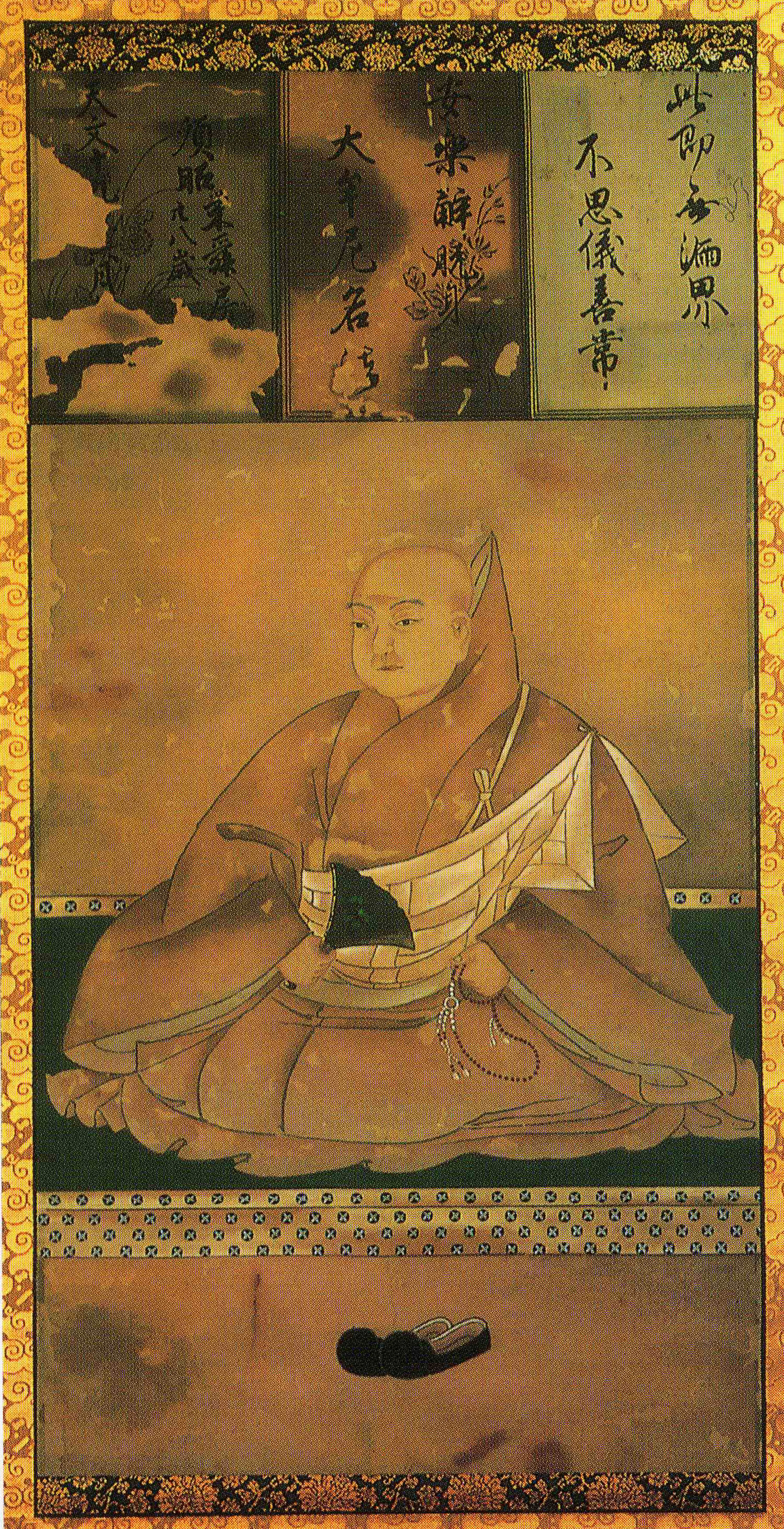
筒井順昭画像/圓證寺蔵

と記されていることから、1483年（文明15年）以前にすでに築城していた可能性が指摘されている。この時十市党の党首は十市遠清であった。その後長年の同盟関係であった筒井氏と対立したが1520年（永正17年）に、大和国の国人衆は和睦したが、十市氏は同盟から排除され勢力を後退させた。1532年（天文元年）代が十市遠忠に移り、河内国より木沢長政と筒井氏が同盟を結び、木沢長政と十市遠忠は対立する事になる。木沢長政が1536年（天文5年）に信貴山城に入城した為、十市遠忠は対抗し龍王山城を本格的な城郭に修築した。
1540年（天文9年）筒井氏と和睦してからは、十市遠忠の勢力が急成長した。1542年（天文11年）太平寺の戦いで木沢長政が討ち取られると、十市遠忠の勢力は更に拡大し筒井氏の勢力をしのいだ。1543年（天文12年）から翌1544年（天文13年）にかけて興福寺から使が訪れるほどの権力者となり、「山ノ城」とも呼ばれていた。十市遠忠は公家とも頻繁に交際し、和歌、連歌、書を行い文化人としても名を馳せた。しかし、その十市遠忠も1545年（天文14年）急死すると、その子十市遠勝は筒井順昭、筒井順慶の傘下に入った。

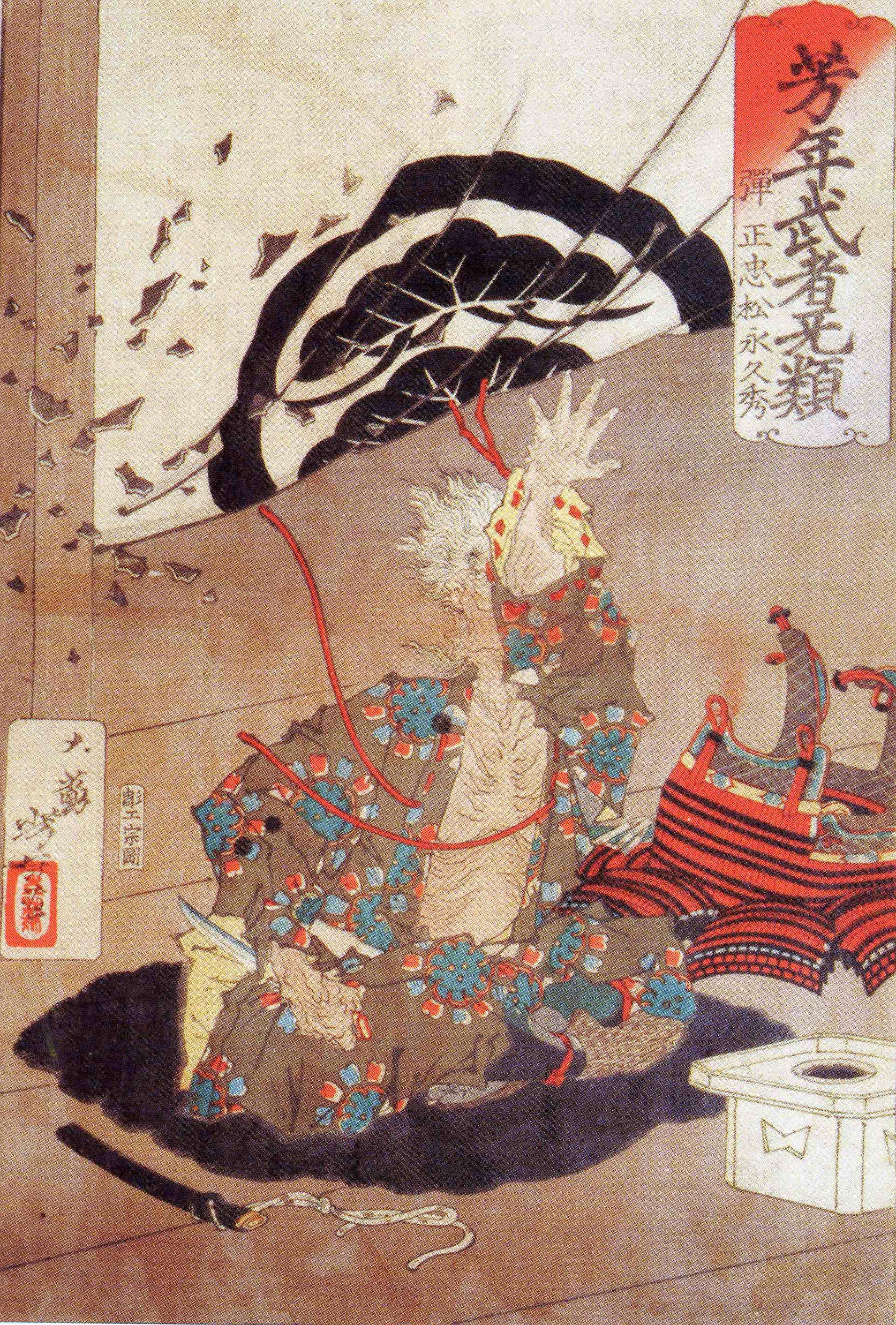
松永久秀画像/個人蔵

1559年（永禄2年）松永久秀が大和国に入国してきた。松永久秀は翌1560年（永禄3年）には大和国の大半を征服した。十市遠勝は1562年（永禄5年）頃までは筒井氏と共に抵抗し、松永久秀と戦っていたが、やがて抵抗が困難となり松永久秀に降り、娘の御料を人質として多聞山城に入れた。しかし永禄の変の後、1567年（永禄10年）松永久秀と三好三人衆は対立した。
この時の様子は東大寺大仏殿の戦い#開戦の経緯も参照。
この時筒井氏は三好三人衆と同盟を結び、これが影響し十市氏家臣団の中で対立がおこり、同年10月龍王山城で謀反がおこり、城衆の一部が退城した。十市遠勝は翌永禄11年（1568年）3月三好三人衆方に寝返ったが、人質がとられたまま目立った動きも出来ず、宇陀松山城より進出してきた秋山直国軍に山内周辺を制圧され、同年7月27日龍王山城を放棄、十市城に移った。しばらくは秋山直国が龍王山城の城主となり、十市城周辺を攻撃していたようである。
この時観音寺城の戦いで勝利した織田信長が上洛を果たすことになる。芥川山城で松永久秀は拝謁すると軍門に降り、織田信長軍の来援を得て筒井軍を圧倒した。
この時の様子は東大寺大仏殿の戦い#戦後の影響も参照。
事態が急変した事により十市遠勝は再び松永久秀方に降った。翌永禄12年（1569年）10月十市遠勝が死亡すると、人質として差し出された十市御料を奉ずる松永派と、十市藤政を擁する筒井派に分裂してしまった。しかし大半は松永派に属しており、龍王山城、十市城ともに松永久秀の手にあった。元亀2年（1571年）8月、辰市城の戦いで筒井順慶は松永久秀に勝利するが、同年末に十市城も攻城したが、こちらは落とせなかった。1573年（天正元年）に松永久秀は織田信長に背き謀反をおこすが失敗し、織田信長に多聞山城を明け渡した。
天正3年（1575年）7月、多聞山城の城主で大和国守護となっていた塙直政が反対していたのにもかかわらず、松永久秀の甥松永久通と十市御料は龍王山城で祝言をあげた。『日本城郭大系』では「退勢を挽回するために十市氏の残存兵力を集結して龍王山城を確保する必要からであったろう」と、松永久秀の挽回を目指す政略結婚ではなかったかと指摘している。
天正5年（1577年）10月、松永久秀と松永久通は再び織田信長に対して謀反を起こし、信貴山城の戦いとなり滅びてしまった。最後の龍王山城の城主松永久通はクロツカ砦で自害した。無主となった龍王山城は、翌天正6年（1578年）1月16日織田信長の命により破却された。一度も合戦の機会を得ぬまま廃城となったようである。

## 城郭

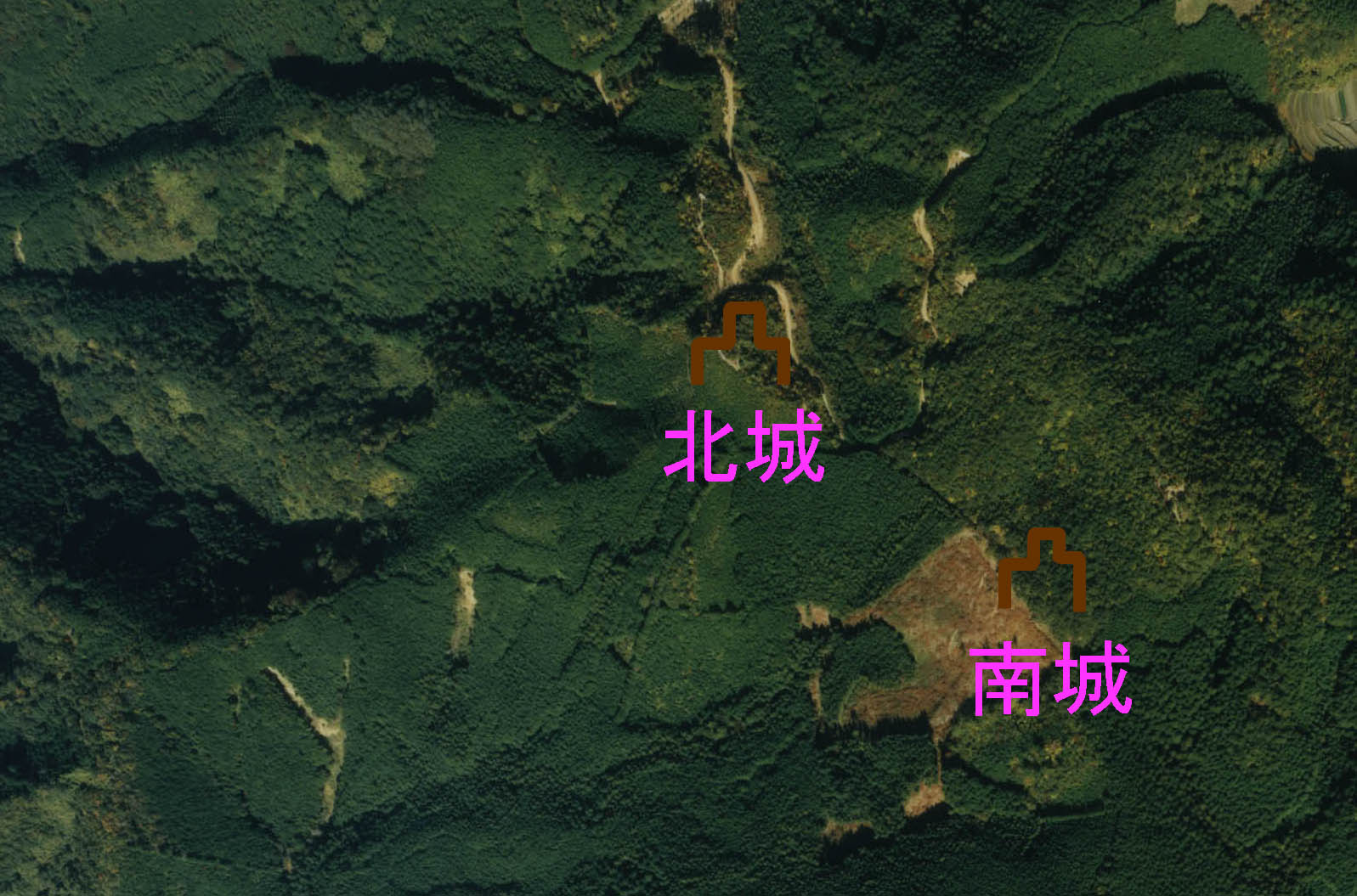
龍王山城と周辺地域の空中写真/

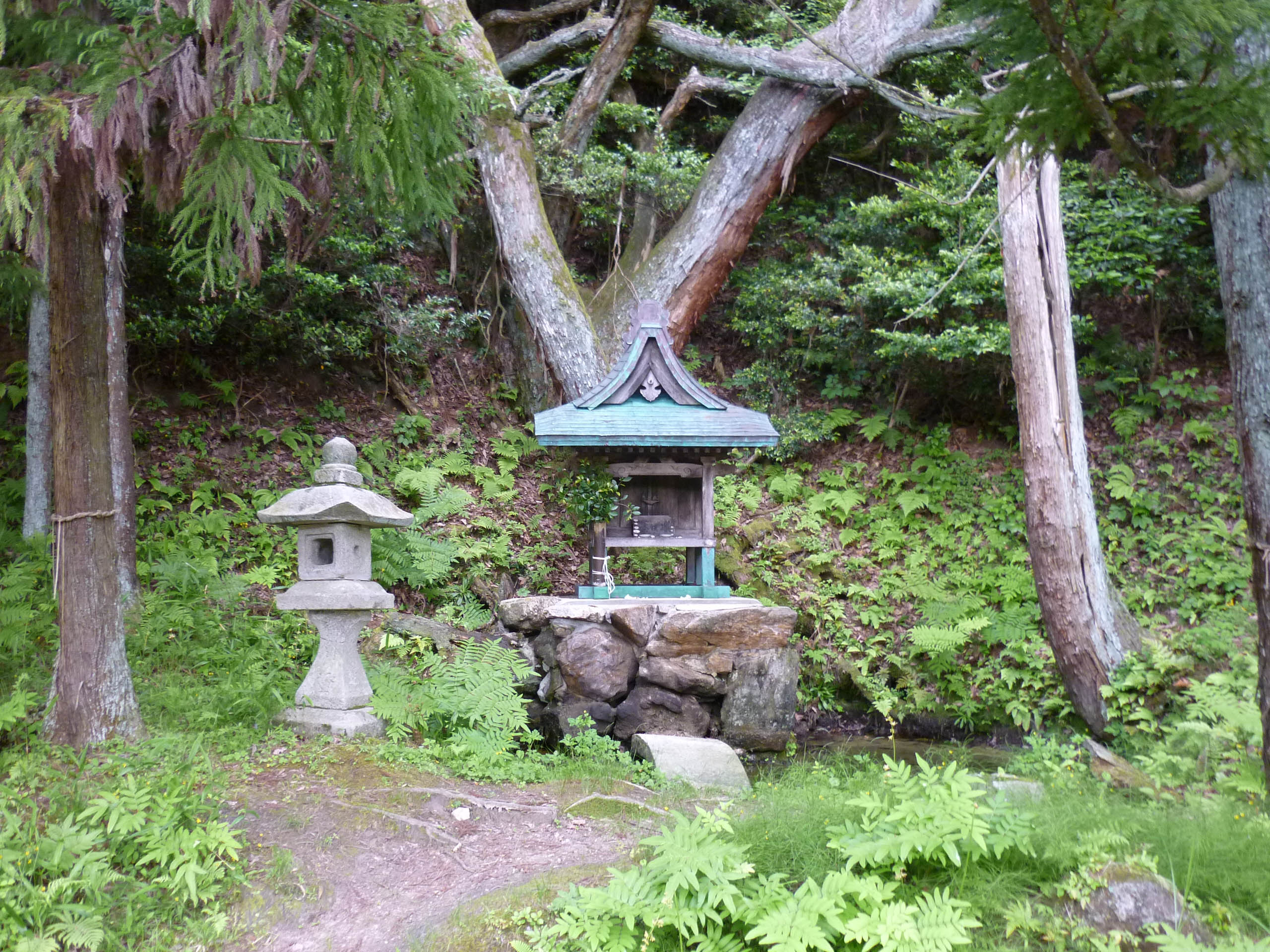
龍王社と溜井

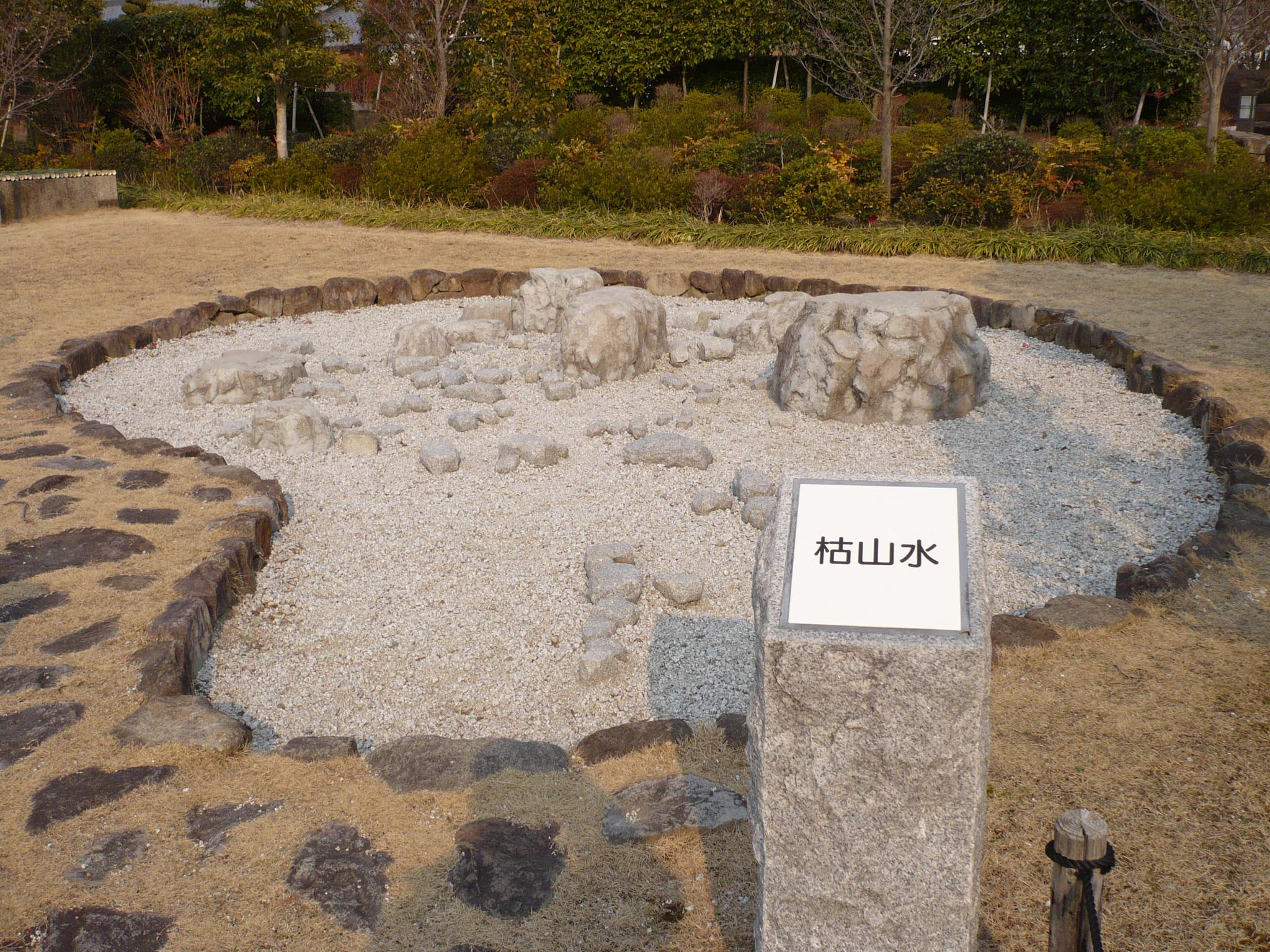
池田城の復元枯山水庭園跡

龍王山城は、龍王山に築かれており、規模は南北に1.2kmに及んでいる。南城の最高所の標高は585.9m、北城の最高所は60mほど低い位置にある。どちらも戦国期末期の改修が認められるが、全般に北城の方が新しい。1540年（天文9年）の前後の十市遠忠の居城時代と、永禄時代-天正初年の松永方の支城時代の2つのピークが想定される。松永時代には、信貴山城、多聞山城、鹿背山城、そして龍王山城の四城が拠点城郭となっていた。登城ルートは、萱生道の2道、中山道、そして釜口道の計4ルートがある。

### 南城
南城の縄張りは稜線上に一列に並ぶ6つの連郭式に、山腹部3つ程度の張り出し曲輪が付属するオーソドックスなもので、戦国初期によく見かけられる形態をしている。これに、後世の加えられた部分が若干認められる。この地域の最高所である南城は「釜口ノ山」と記されている点から、最初に築かれた部分であると言える。主郭を至るルートには、枡形、食い違い土塁、土橋、伏兵溜などの防御施設があり、テクニカルな縄張りとなっている。
また南城には竜王社を祀る溜井があり、水には恵まれていた城である。

#### 礎石建物と石組庭園
主郭から一段下に下った平場で、1997年（平成9年）龍王山城では初めて発掘調査が行われ、礎石建物と石段が確認された。礎石建物は南北方向に棟があり、礎石列はほぼ完存し、14ヵ所で検出された礎石は1m間隔である。南北方向の全長は13mで、東西方向は7m、横方向の礎石は1.2m間隔である。建物の床は板張りで、間取りは小部屋で仕切るような礎石配置はなく、大広間的な空間であった。日常生活や台所のような設備も見当たらないことから、武士が詰める為の施設であったと思われる。この建物の南側に、東西方向に自然石を組み合わせた石組遺構が検出された。自然石を立てて使用する事等、人工的な遺構であると確認でき、枯山水風の庭園遺構であると推定される。戦国時代の庭園跡としては、池田城や八王子城等いくつか確認出来るが、『時代を掘る』によると「龍王山城のように山城での庭園遺構の検出例はまだないようである」と山城では初めての庭園検出例であるとの見解が示されている。
また平場曲輪への虎口に石段が設置されていた。北城には石段は確認されていないことから、この礎石建物以前の可能性も推測される。発掘調査では礎石建物の下には更に古い遺構は確認できなかった。

#### 出土物
出土物としては、丸瓦26点、土師器片18点、鉄釘3点が出土した。丸瓦の一部は重ねた状態で出土しており、縄で括ったようにひと括りにされていることから、城外へ持ち出す寸前であったと思われている。瓦の出土の少なさは、再利用の為に搬出したと推測され、丸瓦は礎石建物の屋根に敷かれていたと推定されている。丸瓦の平均的な大きさは全長34cm、幅14cmである。丸瓦の年代観は室町時代後期ごろと推定されている。また三角形の刻印を記している瓦が5点見つかった。この刻印は東大寺の土塀に塗り込められた瓦と酷似しており、また多聞山城の出土した瓦にも「東大寺」と記した瓦も出土している。このことから、東大寺の転用瓦である事が推定されている。東大寺は東大寺大仏殿の戦いで炎上しており、この戦闘で打ち壊しになった瓦を城郭瓦として転用された。今回の発掘調査で明確になった瓦葺の礎石建物は、その時の状況を考慮し松永久秀が創建した建物である可能性が高いとされている。

#### 穴師山城
穴師山城は近年その存在が明確になった遺跡で、南城から南南西に1.5kmにある穴師山の山上にあり曲輪などは全くないが、山頂と北と南西の張り出し尾根基部に大規模な堀切が発見された。北の堀は上幅15m以上、深さ8m、東へ50m以上続いている竪堀となって下っている。このような大規模な堀切は、十市氏が、松永方を迎え撃った時に築城された多武峰城の北側の大堀切跡と酷似しており、穴師山の堀切も十市氏の仕事と推察できる。この堀切は出城としての独立性はないものの、広義としての南城の一部としてとらえる事ができ、南城は十市氏の本城であったと傍証することができる。

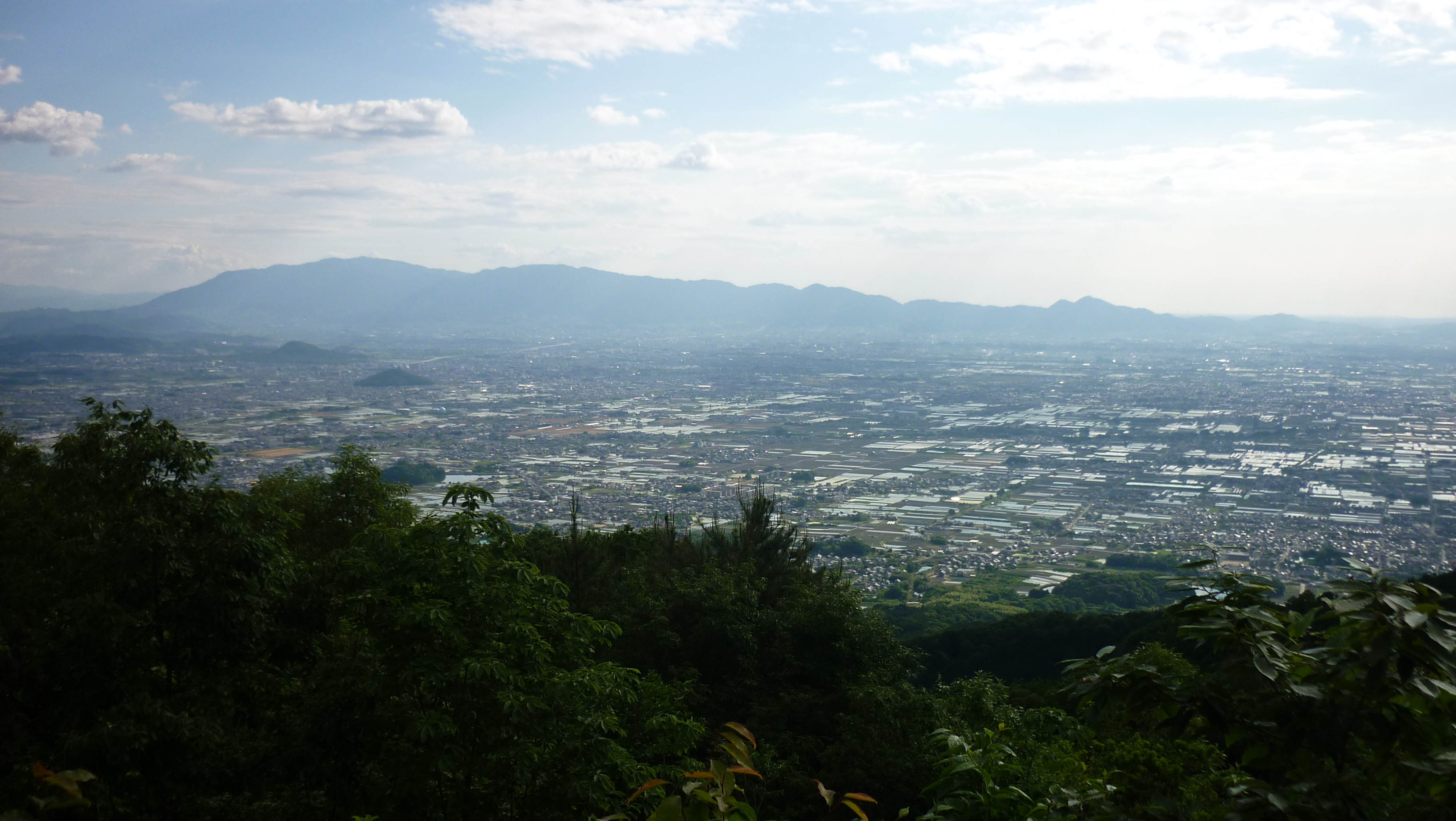
南城主郭から見た奈良盆地

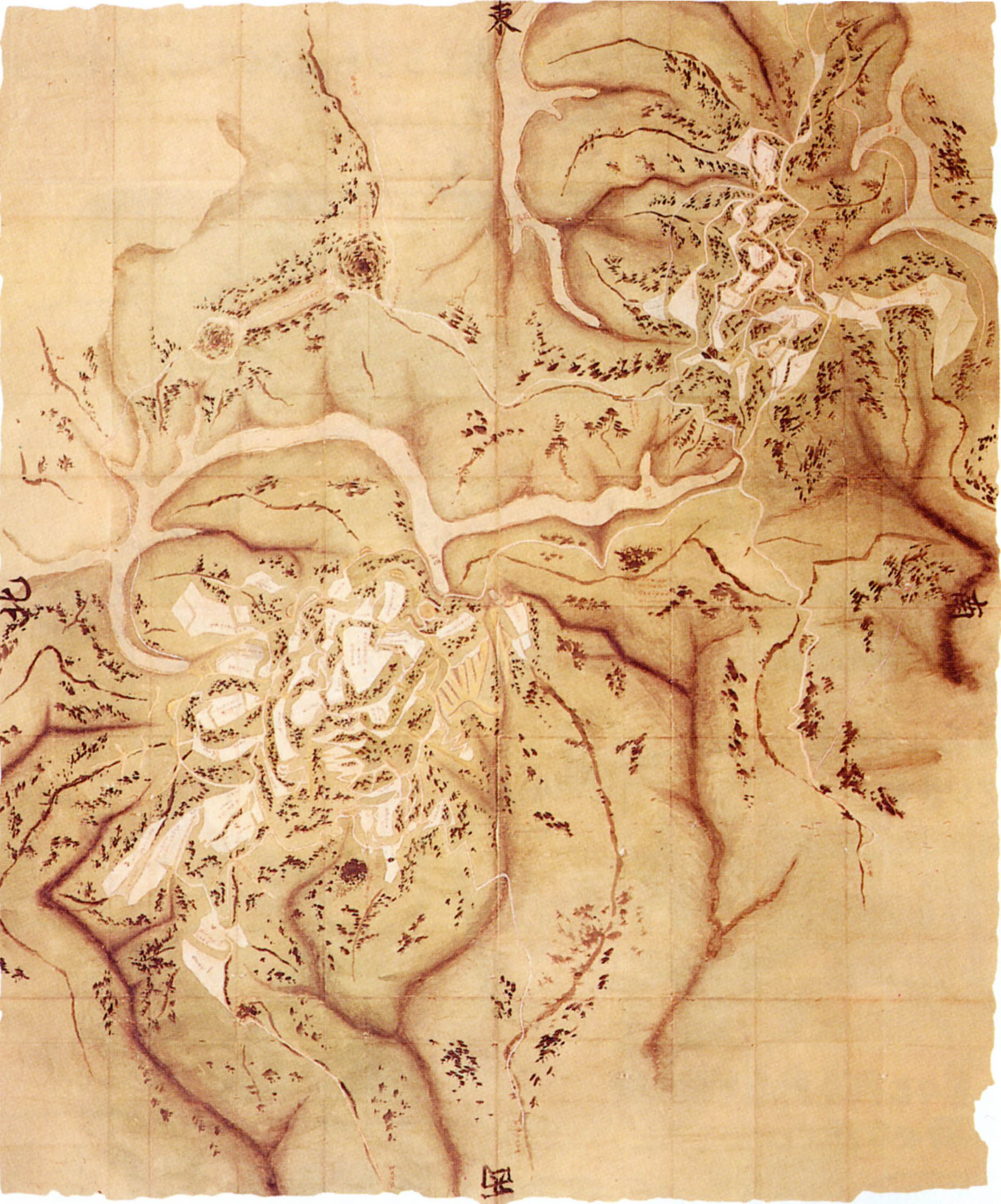
南北山城絵図/個人蔵

|  |  |  |

### 北城
北城は南城西北端より300m以上離れ、標高で60m低い標高522mの別山になる。南城からは見下ろされる地形ながら、平坦地形に恵まれ大きい曲輪取りが可能になった。その結果北城が本城、南城が詰め城になったのではないかと思われている。南城は、山側は道から単純に出入りできる屋敷群で、防御もそれほど発達していない。それに対して、国中方面の主要曲輪群は土塁を伴い防御の効いた配置となっている。つまり東山内側が安全地帯、搦め手で、国中側が防御正面の大手であった。曲輪の相互支援の連絡通路は東山の内側で行われ、稜線連郭部分の土塁は国中側に設けられている。稜線上の連郭と、支尾根上の曲輪を放射状に配置し、山腹を迂回する道でそれらを横に結びあわせる形が基本となっている。
城内へは太鼓丸と巽櫓曲輪の2つの曲輪の間の虎口は、二重の食い違い土塁が二ヵ所あり、その間は丸い堀になり主郭ヘリ入り口を固めている。それ以外にも、西の大手丸、五人衆の曲輪、馬ひやし場、時の丸と呼ばれている曲輪がある。

この北城には「馬池」と呼ばれる揚水地があるが、これは馬の足を洗うだけの池ではなく、空堀土橋へ迂回されるための防御施設も兼ねている。馬池は林道が作られた為、大半が埋まってしまった。

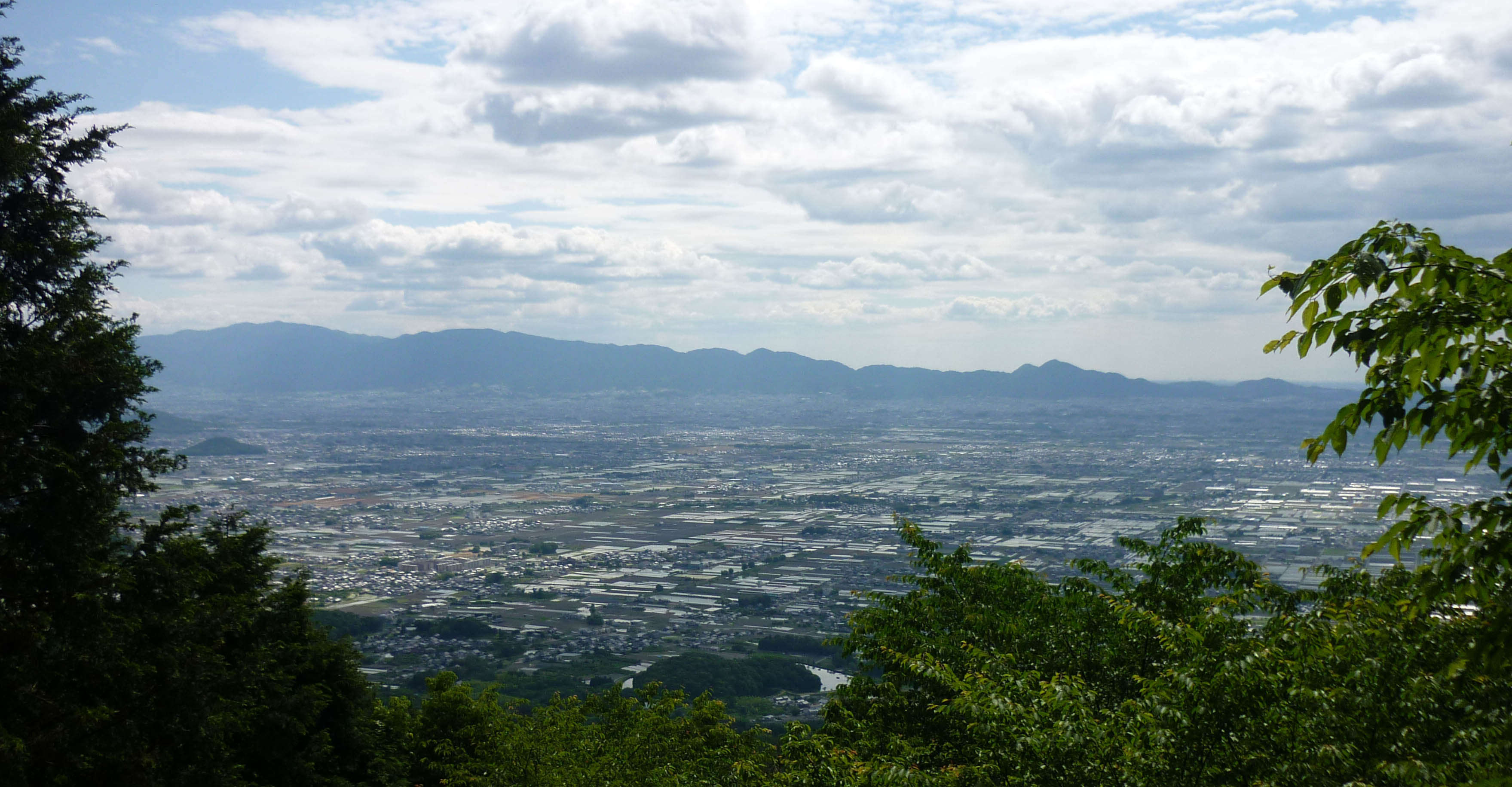
北城主郭から見た奈良盆地

|  |  |  |

|  |  |  |

## 城跡へのアクセス
- 車でのアクセス
  - 西名阪自動車道 天理IC → 国道25号 → 奈良県道247号
  - 周辺に無料駐車場有り